# Jeroen Trommelen
Jeroen Trommelen (1956) is een Nederlandse onderzoeksjournalist, auteur en hoofdredacteur van Investico. 
Jeroen Trommelen groeide op in Deurne. In de laatste jaren van zijn havo-opleiding aan het Peellandcollege schreef hij recensies over muziek- en toneeluitvoeringen voor het Helmonds Dagblad. Nadat hij enkele keren was uitgeloot voor journalistenopleiding begon hij in 1977 in Breda als leerling-verslaggever bij dagblad De Stem. Van 1979 tot augustus 2016 werkte hij als onderzoeksverslaggever en milieuredacteur op de wetenschapsredactie van de Volkskrant. In 2016 werd hij hoofdredacteur bij onderzoeksplatform Investico waar hij tevens docent is van de Masterclass, waarin jonge talenten worden opgeleid tot onderzoeksjournalisten. 
Trommelen is auteur van journalistieke boeken en voormalig bestuurder en voorzitter van de Nederlands-Vlaamse VVOJ. In 2010 was hij docent aan de opleiding voor de Journalistiek aan de Rotterdamse Erasmus Universiteit.

## Erkenning
Als journalistieke prijzen won Trommelen in 2010 de 'Daniel Pearl Award' van het internationale consortium van onderzoeksjournalisten ICIJ. De prijs was een waardering voor de onthulling door hem en zijn collega’s van BBC, The Guardian en NBCBij dat het Nederlands-Zwitsers bedrijf Trafigura met tankschip Probo Koala een lading giftig afval had laten dumpen in Ivoorkust. De jury verleende de prijs voor 'outstanding international investigative reporting'.  
In 2013 onthulde Trommelen dat Kamerlid Henk Krol van ouderenpartij 50+ als ondernemer zelf geen pensioenpremie had betaald voor zijn werknemers. Het leidde ertoe dat Krol zijn Tweede Kamerzetel ter beschikking stelde. Trommelen werd voor zijn stuk ''Henk Krol betaalde zelf geen pensioenen beloond met De Tegel 2013.
In 2015 werd de serie die hij met collega Sybren Kooistra schreef over drugshandel via websites, genomineerd voor De Loep, de jaarprijs van de VVOJ.

## Kritiek
Martin Bosma stelde in 2007 een procedure in bij de Raad voor de Journalistiek tegen de Volkskrant. Het dagblad had een artikel gepubliceerd van Trommelen waarin gesteld werd dat Bosma had gerommeld met zijn cv, bijvoorbeeld door ten onrechte te stellen dat hij bij de NOS en RTL had gewerkt. De Raad voor de Journalistiek deed een uitspraak over het artikel van Trommelen en betitelde het als tendentieus, onnodig grievend en onjuist. De Volkskrant rectificeerde op 6 juni 2007.

## Auteur
Milieu
Jeroen Trommelen verzorgde de milieuparagraaf van de Larousse Jaarencyclopedie en schreef diverse boeken op milieugebied. Tips voor milieuvriendelijk huishouden geeft hij in Handboek Milieu uit het jaar 2000. In het zeven jaar later verschenen Stop de broeikas gaf hij tips voor Nederlandse huishoudens om hun eigen uitstoot van broeikasgas zonder grote opofferingen met een derde deel terug te brengen.
Het fotoboek Gifpolder Volgermeer - Van veen tot veen uit 2005 beschrijft de geschiedenis van de grootste gifbelt van Nederland.
Suriname
Voor de Volkskrant en het Surinaamse maandblad 'Parbode' volgde hij sinds 1992 de ontwikkelingen in Suriname. Reeds in 2000 verscheen zijn Dwars door Suriname - drie Guyana's in een tegendraads portret. Hij geeft daarin een verslag van zijn reizen door Suriname, Guyana en Frans-Guyana. Hij vergelijkt daarin de kolonisatie en dekolonisatie van Suriname met de beide buurlanden Guyana. Naast het persoonlijke verslag komen in het boek komen ook de drugsprocessen en de verontrustende sociale ontwikkelingen in die landen aan bod. Jaren later deed Trommelen tijdens zijn verblijf in Suriname onderzoek naar het Surinaamse goudjacht. Zijn in 2013 verschenen boek Gowtu - klopjacht op het Surinaamse goud begint als een jonge goudzoeker in het Surinaamse Maripaston wordt doodgeschoten. Trommelen probeert de achtergronden van de Surinaamse goudhandel bloot te leggen. Zoals de rol van president Bouterse en de aantasting van het beschermde natuurpark Brownsberg terwijl de overheid en het Wereldnatuurfonds toekeken. 

## Prijzen
- De Tegel (2013)
- Daniel Pearl Award (2010)